# Wilbert B. Smith
Wilbert B. Smith, född  17 februari 1910 i Lethbridge, Alberta, Kanada, död 27 december 1962, var en kanadensisk ufolog.
Efter att ha avlagt examina i elektroteknik arbetade han vid radiostationen CJOR i Vancouver 1935–1939.
Därefter, 1939, började han på Kanadas Kommunikationsdepartement där han fortsatte sitt arbete och vann aktning och beundran för sina insatser för radions tekniska utevckling.
1950 blev Wilbert Smith bemyndigad av Kanadas kommunikationsdepartement att leda Projekt Magnet, världens första officiella, vetenskapliga undersökningsorgan för UFO, geomagnetism, gravitation, mm. Hans vetenskapliga och tekniska förutsättningar gjorde honom särskilt kvalificerad att undersöka UFO-fenomenet.
Smith påstod att han i samband med detta projektet kom i kontakt med utomjordiska varelser som gav honom kunskap om deras teknologi. I boken The New Science skriver han om den teknologi som utomjordiska varelser delgivit honom.
1957 utnämndes han till chef för radiokontrollbyrån, som arbetade med frågor rörande användning av radio i Kanada.
Wilbert Smith avled den 27 december 1962. Efter sin död blev han postumt tilldelad "The Canadian Enginering Award".
Har skrivit boken Fakta om flygande tefat.